# Gaius Terentius Varro
Gaius Terentius Varro († nach 200 v. Chr.) war römischer Konsul im Jahr 216 v. Chr. und befehligte zusammen mit seinem Amtskollegen Lucius Aemilius Paullus die römische Armee in der Schlacht von Cannae im Zweiten Punischen Krieg gegen den karthagischen Feldherrn Hannibal. Trotz zahlenmäßiger Unterlegenheit konnte Hannibal die römische Armee vernichten. Im weiteren Kriegsverlauf kam Varro, der im Gegensatz zu Paullus die Schlacht überlebte, keine bedeutendere Rolle mehr zu. In der Retrospektive wurde er von der späteren römischen Geschichtsschreibung größtenteils negativ charakterisiert und ihm die Hauptverantwortung an der verheerenden Niederlage gegen Hannibal zugeschrieben, da er gegen eine angeblich schon vor der Niederlage vorsichtige Kriegspolitik des Senats mobil gemacht habe und im Gegensatz zu seinem Amtskollegen für die Austragung einer entscheidenden kriegerischen Auseinandersetzung mit Hannibal eingetreten sei. Doch blieben auch Spuren einer positiveren Überlieferung erhalten; so u. a., dass Varro wegen seiner Stabilisierungsbemühungen der Lage nach dem unglücklichen Ausgang der Schlacht mit Achtung behandelt und ihm sogar das Amt eines Diktators angeboten worden sei. Insgesamt sind aus Varros Leben nur relativ wenige zuverlässige Fakten bekannt.

## Leben

### Herkunft und frühe Laufbahn
Gaius Terentius Varro entstammte der plebejischen gens Terentia und war laut den Fasti Capitolini der Sohn eines Gaius Terentius und Enkel eines Marcus Terentius.
Eventuell hatte der römische Historiker Titus Livius schon in seinen früheren, verlorenen Büchern seines Geschichtswerks Ab urbe condita Varro anlässlich von dessen Erreichen der niedrigeren Ämter des Cursus honorum erwähnt. Jedenfalls holt Livius die frühe Lebensgeschichte des Varro anlässlich von dessen Eintreten für das Gesetz zur Gleichstellung des Magister equitum Marcus Minucius Rufus in der Befehlsgewalt mit dem Diktator Quintus Fabius Maximus Verrucosus (217 v. Chr.) in Form einer Invektive nach. Die Quelle für diese schmähende Einführung war vielleicht Lucius Coelius Antipater. Nach dieser Darstellung habe Varro nicht nur aus niedrigen, sondern aus schmutzigen Verhältnissen gestammt und sei der Sohn eines Metzgers gewesen. Auch Varro selbst habe anfangs dieses Gewerbe ausgeübt. Mit Hilfe des von seinem Vater hinterlassenen Gelds habe er gehofft, eine senatorische Laufbahn einschlagen zu können. Er sei aufgrund seines Eintretens für verleumderische Prozesse gegen das Vermögen und den Ruf führender Leute beim Plebs beliebt geworden und habe so die niedrigeren Magistraturen der Quästur sowie der plebejischen und kurulischen Ädilität erreicht. Gegenüber dieser feindseligen, einseitigen Charakteristik blieben auch Spuren einer positiveren, ehrenvollen Darstellung in der Überlieferung erhalten, die wohl auf Varros Nachkommen, den römischen Gelehrten Marcus Terentius Varro, zurückgehen (vgl. Kapitel „Würdigung“).
Nicht genau gesichert ist Varros Teilnahme am ersten illyrischen Krieg 229/228 v. Chr. Sowohl Friedrich Münzer als auch der amerikanische Historiker Jerome Arkenberg verweisen auf sein Mitwirken. Arkenberg begründet es damit, dass Gaius Terentius der erste seiner Familie gewesen sei, der den Namen Varro trug.
Nach Ansicht von Friedrich Münzer bekleidete Varro um die Zeit des ersten illyrischen Kriegs auch das Amt eines Münzmeisters. In zeitlich nicht genau bestimmbaren Jahren hatte er die Quästur und daraufhin die plebejische (um 221 v. Chr.) sowie die kurulische Ädilität (um 220 v. Chr.) inne. Auf durch Marcus Terentius Varro überlieferte Familientradition geht wohl die Erzählung zurück, dass Gaius Terentius Varro in einem seiner Ädiln-Ämter Festspiele veranstaltet habe, und bei der hierbei durchgeführten Pompa circensis habe ein auffallend schöner Knabe auf dem Wagen des Jupiter die Exuvien (Attribute) des Gottes getragen; hierdurch sei nach dem Volksglauben Juno eifersüchtig geworden, weshalb Varro später in der Schlacht von Cannae unterlegen sei. Indem also Marcus Terentius Varro behauptete, dass unabsichtlich hervorgerufener göttlicher Zorn die Niederlage seines Ahnherrn bei Cannae verursacht habe, versuchte er wohl die diesem spätere angelastete menschliche Schuld an der Katastrophe kleinzureden. Das nächste von Gaius Terentius Varro bekleidete Amt war 218 v. Chr. die Prätur. 217 v. Chr. befürwortete er als Einziger den Gesetzesantrag des Volkstribunen Marcus Metilius, nach dem der Reiteroberst Minucius Rufus dem Diktator Fabius Maximus in der Entscheidungskompetenz gleichgestellt werden sollte (s. o.).

### Konsulat

#### Konsuln-Wahl; Rüstungen; Spannungen bei den Kriegsvorbereitungen
216 v. Chr. erreichte Gaius Terentius Varro das Konsulat. Er wurde als Homo novus laut der gegenüber ihm sehr feindselig eingestellten Darstellung des Livius mit Hilfe seines Verwandten, des Volkstribunen Quintus Baebius Herennius, problemlos gewählt, sein der Nobilität angehöriger Amtskollege Lucius Aemilius Paullus hingegen konnte sich erst im zweiten Wahlgang die andere Konsulatsstelle sichern. So ist bereits der im Allgemeinen sehr zuverlässige griechische Historiker Polybios ungenau, weil er bei seiner Anführung der Wahl zuerst den Paullus erwähnt.
Für die Kriegsvorbereitungen und vor allem für die Kriegsanbahnung bis zur Entscheidungsschlacht ist nach Ansicht des Althistorikers Friedrich Münzer fast ausschließlich der Bericht des Polybios glaubwürdig und damit historisch verwertbar. Demnach beschloss der Senat in Übereinstimmung mit den Konsuln, mit einer starken Übermacht in offenem Gelände gegen Hannibal zu kämpfen, wo der punische Feldherr keine Hinterhalte legen konnte, durch welches Mittel er schon öfters erfolgreich gewesen war. So hofften die Römer aufgrund ihrer bedeutenden Truppenstärke den Sieg davonzutragen. Die zu erreichende Gesamtstärke ihrer Armee wurde auf acht Legionen und eine ebenso zahlreiche Streitmacht ihrer Bundesgenossen festgelegt. Varro und sein Amtskollege hoben die noch fehlende Zahl von Soldaten aus und übergaben das Truppenkommando im Felde inzwischen den Konsuln des Vorjahres, Gnaeus Servilius Geminus und Marcus Atilius Regulus, die sich einstweilen nur auf kleinere Gefechte einlassen sollten. Die Rüstungen dauerten fast ein halbes Jahr.
Laut Polybios brach ein Streit zwischen den Konsuln über die Kriegsführung erst bei der Feindberührung vor der Entscheidungsschlacht aus. Dagegen behaupten Livius und die meisten erhaltenen Berichte späterer Autoren, dass die Differenzen, ob eine Schlacht zu liefern sei, schon vor dem Aufbruch der Armee aus Rom ausgebrochen seien. Livius spricht hierbei von heftigen Parteikämpfen zwischen dem alten Adel und neuen Emporkömmlingen. Schon bei der Wahl der Konsuln sei es zu Spannungen zwischen der Volkspartei und den Patriziern gekommen; der Volkstribun Baebius Herennius habe den Adel beschuldigt, den Krieg gegen Hannibal absichtlich in die Länge zu ziehen und ihn sogar nach Italien gelockt zu haben. Varro habe nach seiner Wahl zum höchsten Magistrat dieselben Unterstellungen wiederholt und versichert, er werde den Krieg am Tag der ersten Feindberührung beenden. Vor allem gegen die letztgenannte Behauptung des Varro legt Livius dem anderen Konsul Paullus eine Gegenrede vor dem Volk in den Mund; und ebenso ist eine angebliche Belehrung des vormaligen Diktators Fabius Maximus an den sich zum Aufbruch in den Krieg bereit machenden Paullus und dessen Antwort zu werten. Friedrich Münzer hält alle drei Gegenreden für ungeschichtlich.
Tatsächlich bestanden im damaligen Rom aber jedenfalls noch heftige Gegensätze zwischen Patriziern und Plebejern. So kam es etwa bereits 217 v. Chr. zu innenpolitischen Auffassungsunterschieden bezüglich der Kriegsführung. Hierbei hatte sich die Defensivtaktik des patrizischen Diktators Fabius gegenüber der offensiven Kampftechnik der plebejischen Oberbeamten Gaius Flaminius und Marcus Minucius Rufus als überlegen erwiesen. In der späteren römischen Überlieferung wurde nicht beachtet, dass der Feldzugsplan des Jahres 216 v. Chr. vorsah, militärische Katastrophen wie jene des Flaminius durch die Aufbietung eines viel größeren Heeres möglichst zu verhindern. Stattdessen wurde nur auf den noch verheerenderen Ausgang der Schlacht von Cannae gesehen, ferner darauf, dass Varro am Tag der Schlacht den täglich zwischen den Konsuln wechselnden Oberbefehl innehatte und den Kampf überlebte, während Paullus fiel und damit der Verantwortung an der Niederlage enthoben war. Unter dem Eindruck dieser Tatsachen und der Hereintragung der innenpolitischen Stimmungslage des Vorjahres stellte die römische Geschichtsschreibung die Vorgeschichte der Schlacht von Cannae derart dar, dass sie Varro als den hauptsächlich an der Niederlage schuldigen, unfähigen Feldherrn charakterisierte, während sie Paullus die erfolgreichere Taktik des Fabius weiterverfolgen ließ. Doch bereits Polybios hatte geurteilt, dass die größte Erwartung in Paullus wegen dessen bereits bewiesener Tüchtigkeit und seinem früheren siegreichen Kampf gegen die Illyrer gesetzt worden sei.

#### Anmarsch zum Kriegsschauplatz; Rolle des Varro in der Schlacht von Cannae
Der maßgebliche Bericht des Polybios führt aus, dass die beiden Konsuln nach ihrem Eintreffen bei den römischen Streitkräften wahrscheinlich nahe Arpi umgehend mit dem Heer gegen Hannibal aufbrachen und bereits acht Tage später die entscheidende Schlacht schlugen. Am ersten Tag übernahm Paullus den täglich zwischen den Konsuln wechselnden Oberbefehl und hielt eine Ansprache an die Armee, am folgenden Tag begann bereits der Vormarsch. Am dritten Tag, an dem wiederum Paullus das Oberkommando führte, stießen die römischen Verbände nach weiterem Vorrücken auf das gegnerische Hauptheer. Dieses war unter Hannibals Befehl von Gerunium nach Cannae gezogen, einem am Fluss Aufidus (heute Ofanto) in Apulien gelegenen Ort.
Die Feindberührung erfolgte Ende Juli 216 v. Chr. (nach dem vorjulianischen Kalender). Paullus ließ in etwa 9 km Entfernung vom Feind ein Lager aufschlagen. Nun traten laut Polybios erstmals deutliche Meinungsdifferenzen zwischen den Konsuln auf. So hielt Paullus das Gelände für das Austragen einer Schlacht für ungeeignet, da Hannibal in der weiten Ebene seine kavalleristische Überlegenheit ausspielen konnte. Varro war aber – wie Polybios meint, aus Unerfahrenheit – der gegenteiligen Auffassung. Er übernahm am folgenden Tag, dem vierten nach der Ankunft der Konsuln beim römischen Heer, wieder den Oberbefehl rückte trotz der Vorbehalte seines Amtskollegen näher an den Feind heran. Hannibal schickte den Römern Leichtbewaffnete und Reiter entgegen, doch waren die Römer letztlich im Gefecht im Vorteil.
Am fünften Tag ließ der nun wieder das Oberkommando innehabende Paullus zwei unterschiedlich große Truppenlager auf beiden Seiten des Aufidus aufschlagen. Nach einem Ruhetag nahm Paullus am siebenten Tag eine Herausforderung Hannibals zum Kampf nicht an, woraufhin dieser numidische Truppen gegen das kleinere römische Lager vorrücken und die dortigen Soldaten am Wasserholen hindern ließ. Dies reizte Varro zum baldigen Kampf und auch die Krieger waren wegen des Abwartens zunehmend ungeduldig. Am achten Tag, als das römische Heer erneut unter dem Oberbefehl des Varro stand, fand die entscheidende Schlacht statt. Trotz der erwähnten Differenzen der Konsuln spricht Polybios nicht von einer grundsätzlichen Stellungnahme des Paullus gegen und des Varro für die Austragung einer Feldschlacht. Freilich musste der tägliche Wechsel des Oberkommandos in Verbund mit den bestehenden Meinungsunterschieden der Konsuln über die Kriegsführung zumindest deren Kollegialität trüben.
Stark abweichend von Polybios erzählen Livius und spätere Autoren in einer unglaubwürdigen Darstellung die Vorgeschichte der Schlacht von Cannae. Bei seinem Aufbruch aus Rom soll Paullus ein Geleit durch führende Senatoren erhalten haben, Varro hingegen wäre nur vom niedrigen Volk, aber von keinen Würdenträgern verabschiedet worden. Die Konsuln wären dann bereits bei ihrer Armee eingetroffen, als diese noch Hannibal bei Gerunium gegenüberstand. An einem Tag, an dem Paullus den Oberbefehl führte, seien die Römer und ihre Bundesgenossen in einem Gefecht siegreich geblieben und hätten nur 100 Tote, die Gegner aber 1700 Tote zu beklagen gehabt. Daraufhin habe Hannibal einen Hinterhalt gelegt, und nur durch die Vorsicht des Paullus sei Varro davor bewahrt worden, in diese Falle zu tappen. Bei diesen Gelegenheiten rügt Livius das angebliche unbesonnene Verhalten des Varro. Nach der Beschreibung des Abmarsches von Hannibal nach Cannae berichtet der römische Geschichtsschreiber über den von den Römern abgehaltenen Kriegsrat, in dem die Konsuln bei ihrer bisherigen Meinung blieben. Hierbei sei Paullus nur vom Proconsul Gnaeus Servilius Geminus unterstützt worden, Varro aber von fast allen anderen, weshalb die römische Armee gemäß der Ansicht der Mehrheit ebenfalls nach Cannae aufgebrochen wäre. Im weiteren Verlauf berichtet Livius ähnlich wie Polybios, aber in grelleren Farben, wie Hannibal die Römer am Tag vor der Schlacht durch Geplänkel der Numider zum Kampf reizte und Varro über die dabei gezeigte Zurückhaltung seines Amtskollegen aufgebracht war.
Am Tag des Entscheidungskampfes (2. August 216 v. Chr. nach dem vorjulianischen Kalender) hatte Varro den Oberbefehl inne und ließ die Truppen bei Sonnenaufgang auf der rechten Seite des Aufidus in Schlachtordnung aufstellen. Er selbst kommandierte den linken Flügel, der zwei Legionen und ebenso viele römische Bundesgenossen zu Fuß umfasste und an dessen Spitze die Reiterei der Bundesgenossen jener der Numider gegenüberstand. Varro wird in den Schlachtberichten nicht erwähnt. Die unter seinem Befehl stehende bundesgenössische Kavallerie wurde laut Polybios von den Numidern solange beschäftigt, bis sich der entscheidende Kampf im Zentrum abzuzeichnen begann. Als dann die von Hasdrubal angeführte Reiterei des linken karthagischen Flügels den Numidern zu Hilfe kam, wandten sich die von Varro kommandierten Reiter schließlich zur Flucht. Gemäß der unglaubwürdigen Darstellung des Livius hätten sich 500 Numider im Verlauf des Kampfes als Überläufer ausgegeben und den Römern scheinbar ergeben, diese aber in der Folge im Rücken angegriffen.

#### Organisation des Rückzuges; Empfang in Rom
Nach der vollständigen Niederlage der Römer konnte Varro mit 70 Reitern nach Venusia fliehen sowie 300 weitere seiner bundesgenössischen Reiter in angrenzende Dörfer. In späterer Überlieferung wurde Varros Flucht besonders schmählich dargestellt, dagegen der Heldentod seines Amtskollegen gerühmt. Doch gibt es auch Spuren einer günstigeren Beurteilung des Varro; so sagt etwa Florus, dass es zweifelhaft sei, welcher der beiden Konsuln die größere Tatkraft und den größeren Mut gezeigt habe.
Jedenfalls kam Varro nach der desaströsen Schlacht seinen Pflichten nach. Als etwa 4500 zu Fuß und zu Pferd geflüchtete Männer nach Venusia kamen, sammelte der überlebende Konsul sie um sich; und die Römer wurden von der städtischen Bevölkerung gastfreundlich aufgenommen. In der Folge führte Varro diese Soldaten nach Canusium und vereinigte sie mit weiteren etwa 10 000 Männern, die dorthin entkommen waren. Trotz der schwierigen Lage suchte er ihnen neuen Mut einzuflößen. Auch informierte er in einem amtlichen Schreiben, das er nach Rom schickte, den Senat über die aktuelle Situation. Daraufhin begab sich der Prätor Marcus Claudius Marcellus nach Caunsium und löste Varro im Kommando ab; der Konsul wurde dagegen aufgefordert, nach Rom zurückkehren. Bei seiner Ankunft in der Hauptstadt gingen ihm laut Livius viele Menschen entgegen und dankten ihm trotz seiner wesentlichen Mitverantwortung für die verheerende Niederlage dafür, dass er den Staat nicht völlig aufgegeben habe. Hierdurch zeigten die Bürger, deren Selbstvertrauen ungebrochen war, ihr weiter bestehendes Vertrauen zu dem Konsul.
Valerius Maximus berichtet, dass Varro die Übernahme der Diktatur angetragen worden sei, doch habe der Konsul das Angebot zurückgewiesen. Dieses Verhalten sei auf seine Bescheidenheit zurückzuführen und könne zu seinen ehrenvollen Taten gerechnet werden. Auch Sextus Iulius Frontinus gibt an, dass Varro für ihn beschlossene Ehren mit der Bemerkung, dass der Staat glücklichere Magistrate als ihn brauche, abgelehnt habe und sein Haar und seinen Bart fortan ungepflegt habe wachsen lassen. Diese Nachrichten gehen vielleicht auf den Altertumsforscher Marcus Terentius Varro zurück, der sie wohl der Familientradition entnommen hat.
Nach seinem Eintreffen in Rom beteiligte sich Varro jedenfalls sofort an den neuen Rüstungen, die der zum Zweck der Kriegsführung neu ernannte Diktator Marcus Iunius Pera durchführen ließ. Offenbar begab sich Varro bald wieder zu seinem in Apulien stationierten Heer, da er wieder nach Rom berufen werden musste, um die vom Senat angeordnete Ernennung eines weiteren Diktators, Marcus Fabius Buteo, vorzunehmen. Buteo fiel die Aufgabe zu, die gelichteten Reihen der Senatoren zu ergänzen. Nach Erfüllung seines Auftrags kehrte Varro rasch ohne Verständigung des Senats wieder zu seinen Truppen zurück, um nicht wegen der bevorstehenden Wahlen für das nächste Jahr in Rom festgehalten zu werden. Da die Leitung der Wahlen der Diktator Iunius Pera übernahm, konnte Varro bei seinen Soldaten verbleiben. Seine Stellung als militärischer Kommandeur war jedoch im weiteren Kriegsverlauf nur noch von untergeordneter Natur.

### Spätere Karriere
Gegen Ende 216 v. Chr. wurde eine exaktere Feststellung der unter Varros Kommando in Apulien stehenden Militäreinheiten vorgenommen, doch erhielt Varro seine Befehlsgewalt über diese Verbände für 215 v. Chr. verlängert. Auch wurde die Stärke seiner Truppen unverändert gelassen. Im Verlauf des Jahres 215 v. Chr. gab er das Kommando über dieses Heer ab, das fortan bei Tarent stationiert war. Varro selbst ging nach Picenum, wo ihm in der Stellung eines Proconsuls die Aufgabe zufiel, Wehrfähige zu rekrutieren und für den Grenzschutz zu sorgen. Mit einer Legion, die ihm zur Verfügung stand, verblieb er bis 212 v. Chr. in dieser Position. Vielleicht ist diese Promagistratur aber eine Erfindung spätannalistischer Geschichtsschreiber.
Von 208 bis 206 v. Chr. diente Varro als Privatmann mit proprätorischem Imperium in Etrurien, wo es zu gefährlichen Unruhen gekommen war. Zur Unterdrückung dieser Revolte war zunächst der bereits zum fünften Konsulat bestimmte Marcus Claudius Marcellus ausersehen worden. Nach dessen Tod übernahm diese Aufgabe der Proprätor Gaius Hostilius Tubulus, dem Varro zur Seite gestellt wurde. Später fiel Varro allein die längere Überwachung der Region zu.
203 v. Chr. schickte der Senat Varro zusammen mit Gaius Mamilius Atellus und Marcus Aurelius nach Makedonien zu König Philipp V., um die griechischen Verbündeten der Römer gegen Philipps Übergriffe in Schutz zu nehmen. 200 v. Chr., nach dem siegreichen Ende des Krieges gegen Hannibal, begab sich Varro als Leiter einer Gesandtschaft nach Nordafrika, wo er drei Aufträge zu erfüllen hatte. Erstens erhoben die Gesandten Beschwerde gegen die Karthager, da diese die Friedensbedingungen nicht vollständig umgesetzt hätten. Zweitens überbrachten sie dem Massinissa Glückwünsche, um ihn zugleich um seine Unterstützung in dem damals ausgerufenen Krieg gegen den Makedonenkönig Philipp V. zu ersuchen. Drittens diktierten sie Vermina, dem Sohn des westnumidischen Königs Syphax, einen Friedensvertrag.
Letztmals in den Quellen erwähnt wird Varro ebenfalls im Jahr 200 v. Chr. als Leiter einer Kommission (triumvir coloniae deducendae) zur Verstärkung der Kolonie Venusia, die durch den Zweiten Punischen Krieg stark in Mitleidenschaft gezogen worden war. Ihm unterstellt waren die beiden jüngeren Kommissionsmitglieder Titus Quinctius Flamininus und Publius Cornelius Scipio Nasica. Umstritten ist die Annahme Jerome S. Arkenbergs, dass Varro 219 bis 197 v. Chr. für die dortige Münzprägung zuständig war.

### Würdigung
Theodor Mommsen schreibt in seiner Römischen Geschichte über ihn:

„[…] einen unfähigen Mann, der nur durch seine verbissene Opposition gegen den Senat und namentlich als Haupturheber der Wahl des Marcus Minucius zum Mitdiktator bekannt war, und den nichts der Menge empfahl als seine niedrige Geburt und seine rohe Unverschämtheit.“

Wilhelm Ihne widerspricht in seinem Werk Vom ersten punischen Kriege bis zum Ende des zweiten (punischen Kriege) seinem Kollegen Mommsen:

„Dass den Varro ‚nichts empfahl als seine niedrige Geburt und seine rohe Unverschämheit‘ (Mommsen, R.G. I, 603), ist nicht wahrscheinlich. Vgl. Valerius Max. 3, 4, 4 und 4, 5, 2. Frontinus 4, 5, 6“

In Anbetracht des weiterhin einigermaßen erfolgreichen Lebenslaufs Varros auch nach der Niederlage in der Schlacht von Cannae gilt Mommsens Auffassung in der Forschung als überholt. Friedrich Münzer bezeichnet Livius’ Formulierung zu Varro (Ab urbe condita, Buch XXII 25, 18 – 26, 4 und 34, 2–3) als „Einseitigkeit und Gehässigkeit“. In seinem Artikel zu Gaius Terentius Varro in Paulys Realencyclopädie der classischen Altertumswissenschaft merkt er dazu Folgendes an:

„Indes blieb sein Andenken bei seinen Nachkommen in Ehren bestehen, und obgleich von ihnen nur noch zwei ebenfalls zum Consulat emporgestiegen sind, und zwar solche, die von Geburt dem vornehmeren Licinischen Geschlecht angehörten und erst durch Adoption zu Terentii Varrones geworden sind […], so war ein anderer von ihnen der größte römische Altertumsforscher […], und dieser scheint sich seiner angenommen zu haben, so daß neben der gehässigen und verfälschten Darstellung der Geschichte des T. auch Spuren einer ehrenvollen Familientradition zu bemerken sind.“

Beim erwähnten römischen Altertumsforscher handelt es sich um Marcus Terentius Varro. Seine Arbeit beeinflusste das Bild seines Ahnen positiv in den Werken der beiden Historiker Florus und Sextus Iulius Frontinus.